# Nikolay Nikolayevich Voronov
Nikolay Nikolayevich Voronov (tiếng Nga: Никола́й Никола́евич Во́ронов; 5 tháng 5 [lịch cũ 17 tháng 5] năm 1899, Sankt-Peterburg – 28 tháng 2 năm 1968, Moskva) là một chỉ huy cấp cao của Hồng quân Liên Xô. Ông là Chánh nguyên soái pháo binh (1944) và được phong Anh hùng Liên Xô vào ngày 7 tháng 5 năm 1965.
Voronov được trao tặng 6 Huân chương Lenin, Huân chương Cách mạng Tháng Mười, 4 Huân chương Cờ đỏ, 3 Huân chương Suvorov (hạng Nhất), Huân chương Sao đỏ, Huân chương Sukhe-Bator và Huân chương Công trạng (của CHND Mông Cổ), Huân chương ngôi sao du kích quân hạng nhất và Huân chương giải phóng dân tộc (của CHXHCN Liên Bang Nam Tư), Huân chương chữ thập Grunwald và Huân chương phục hưng Ba Lan (của CHND Ba Lan), các huy chương và một vũ khí danh dự. Ông được mai táng tại Nghĩa trang tường Điện Kremli ở Quảng trường Đỏ.

## Giải thưởng quân sự
- Sao vàng Anh hùng Liên Xô (05/07/1965)
- Sáu Huân chương Lenin (01/03/1937; 21/03/1940; 21/02/1945; 05/05/1949; 05/04/1959; 05/07/1965)
- Huân chương Cách mạng Tháng Mười (03/02/1968, truy tặng)
- Bốn Huân chương Cờ đỏ (21/06/1937; 17/11/1939; 11/03/1944; 24/06/1948)
- Ba Huân chương Suvorov hạng I (28/01/1943; 29/07/1944; 18/11/1944)
- Huân chương Sao Đỏ (16/08/1936)

## Lược sử quân hàm
- Lữ đoàn trưởng (Комбриг) (11/11/1935)
- Quân đoàn trưởng (Комкор) (vượt cấp, 20/06/1937)
- Tư lệnh Tập đoàn quân bậc 2 (Командарм 2-го ранга) (16/02/1940)
- Thượng tướng pháo binh (Генерал-полковник артиллерии) (04/06/1940)
- Nguyên soái pháo binh (Маршал артиллерии) (18/01/1943)
- Chánh nguyên soái Pháo binh (Главный маршал артиллери) (21/02/1944)